# Mason Dye
Mason Andrew Dye, född 15 juli 1994 i Shawnee i Oklahoma, är en amerikansk skådespelare. Några av Dyes mer uppmärksammade roller är i Teen Wolf (i rollen som Garrett), Flowers in the Attic (i rollen som Christopher Dollanganger) och den fjärde säsongen av Stranger Things (i rollen som Jason Carver).
Dye är uppvuxen i staden Ada i hemdelstaten Oklahoma. Han har en äldre bror vid namn Preston och en yngre syster vid namn Taylor. Systern, som numera heter Kerr i efternamn, är känd för att vara den ena halvan av countryduon Maddie & Tae.